# Tongue (fiume)
Il Tongue (in inglese Tongue River) è un fiume degli Stati Uniti d'America che scorre nel versante orientale dei Monti Bighorn (Bighorn Mountains) a ovest di Sheridan (Wyoming). Il fiume attraversa gli stati del Wyoming e del Montana, nella parte orientale di quella che è nota come la "regione del fiume Powder" sull’altopiano a est dei Monti Bighorn. Ha una lunghezza di 426 km ed è uno dei principali affluenti del fiume Yellowstone. 
Il nome del fiume corrisponde al lemma cheyenne "Vetanoveo'he" che significa appunto "lingua-fiume".

## Geografia
Il Tongue ha origine dall'unione di diversi piccoli corsi d’acqua che drenano la parte superiore dei Monti Bighorn nell'area protetta della Bighorn National Forest (Wyoming centro-settentrionale). La Bighorn National Forest comprende la parte superiore dello spartiacque e supporta anche l'habitat della fauna selvatica, il pascolo del bestiame e il disboscamento. Il fiume scorre lungo il versante orientale dei monti, attraversa un canyon definito da spettacolari formazioni rocciose ed esce dalle montagne prima di arrivare a Dayton (Wyoming).
Proseguendo il percorso verso est, il Tongue riceve le acque del Goose Creek per poi entrare nel territorio del Montana. Qui, nei pressi di Decker, nella contea di Big Horn, la valle del fiume costeggia il lato orientale della riserva indiana dei Crow (Crow Indian Reservation). Dopo aver ricevuto le acque del Prairie Dog Creek, il fiume raggiunge una zona dove una diga forma un grande bacino idrico, il Tongue River Reservoir. Lungo tutto il lato  sinistro di questo lago artificiale, in uno scenario variegato, si apre il Tongue River Reservoir State Park, un parco statale pieno di fascino che attira campeggiatori, diportisti e amanti della pesca.
Proseguendo verso nord, il Tongue entra nella contea di Rosebud dove costituisce il confine orientale della riserva dei Cheyenne del Nord (Northern Cheyenne Indian Reservation) e, all’altezza di Birney, riceve le acque del torrente Hanging Woman.
Il corso del fiume prosegue verso nord-est. Ad Ashland, dove lo spartiacque comprende la Custer National Forest, riceve il flusso dell’Otter Creek e poi, a Brandenberg, quello del Beaver Creek. Entra quindi nella contea di Custer e, all’altezza di Garland, riceve il Pumpkin Creek l’ultimo e il più lungo dei suoi affluenti.
Il Tongue prosegue ancora per circa 30 km prima di terminare il suo percorso confluendo nello Yellowstone River all’altezza di Miles City.

### Regime idrico
Il Tongue è ben alimentato grazie al notevole innevamento invernale delle quote più alte dei Monti Bighorn, nevi che si sciolgono alle quote più basse all’inizio delle primavera. Il fiume si presenta con un aspetto tipicamente stagionale. Durante i mesi invernali è generalmente ghiacciato. Nel periodo estivo ha acqua abbondante e una portata abbastanza stabile nella zona montana anche se, in stagioni particolarmente secche, la parte a valle è soggetta a magre molto accentuate.
Il bacino idrografico del Tongue confina ad ovest con quello del Rosebud Creek e ad est con il bacino del Powder River, corsi d’acqua che, come il Tongue, sono tributari del fiume Yellowstone.

## Fatti storici
La valle del Tongue storicamente è sempre stata occupata dalla nazione Crow, diritto riconosciuto anche dal Trattato di Fort Laramie del 1851. Negli anni immediatamente successivi, però, Sioux e Cheyenne del Nord si impadronirono sempre più di quel ricco territorio di caccia relegando i Crow nella parte montuosa e meno accogliente della regione.
Il conflitto con i bianchi iniziò con l’apertura del Bozeman Trail (1863) che era la pista percorsa dai cercatori d’oro diretti verso i campi auriferi del Montana. La pista attraversava la parte a nord del territorio del Tongue. Per proteggere le carovane dei pionieri, nel 1865 lungo la pista furono costruiti Fort C.F. Smith, Fort Phil Kearny e Fort Reno. La presenza dei soldati in quello che era pieno territorio indiano diede origine alla Guerra di Nuvola Rossa nel cui ambito furono combattute la battaglia di Fetterman e quella dei cassoni dei carri. Il 29 agosto di quello stesso anno, durante la spedizione nella regione del Powder River, il contingente di cavalleggeri del generale Patrick Edward Connor sorprese e distrusse un villaggio Arapaho in quella che è ricordata come la battaglia del fiume Tongue.
Con la firma del trattato di Fort Laramie del 1868, ai Lakota venne riconosciuto il controllo del territorio del Powder River, il Bozeman Trail fu abbandonato e i tre forti, che erano stati lasciati dai soldati, furono bruciati dagli indiani.
Il 4 agosto 1873, durante la spedizione di Yellowstone condotta dal colonnello David S. Stanley, alla confluenza del fiume Tongue con lo Yellowstone si svolse la battaglia di Honsinger Bluff tra un distaccamento di cavalleggeri comandati dal tenente colonnello George Armstrong Custer e 300 Lakota Sioux guidati dai giovani capi di guerra Cavallo Pazzo e Fiele.